# Bespredel
Bespredel (russisk: Беспредел) er en sovjetisk spillefilm fra 1989 af Igor Gostev.

## Medvirkende
- Andrej Tasjkov som Jurij «Kalgan» Kolganov
- Anton Androsov som Viktor «Filatelist» Mosjkin
- Aleksandr Mokhov
- Lev Durov
- Sergej Garmasj som «Mogol»